# Matejka Grgič
Matejka Grgič, slovenska jezikoslovka, *1974, Ljubljana. 

### Življenje in delo
Od rojstva dalje živi med Trstom in Ljubljano. Leta 1993 je maturirala na klasičnem oddelku Liceja Franceta Prešerna, tržaške gimnazije s slovenskim učnim jezikom. Istega leta se je vpisala na tržaško univerzo, kjer je študirala filozofijo in slovenščino. Leta 1997 je diplomirala iz semiotike z nalogo Performativna izjava in glagolski vid: primer slovenskega jezika (Enunciato performativo ed aspetto verbale: il caso della lingua slovena).
Po zaključenem dodiplomskem študiju se je vpisala na magistrski studij, ki ga je zaključila leta 2001, nato pa se na doktorski študij (promovirala je leta 2005). Podiplomsko izobraževanje je opravila na Filozofski fakulteti Univerze v Ljubljani, kjer je zdaj docentka na Oddelku za prevodoslovje. 
Bila je mlada raziskovalka na Univerzi v Ljubljani, asistentka na Univerzi na Primorskem in docentka na Univerzi v Novi Gorici, kjer je tudi vodila študijski program Slovenistika. Redno je predavala na univerzah v Vidmu in v Trstu.
Je prevajalka, tolmačka, publicistka, urednica radijskih oddaj in avtorica strokovnih prispevkov.
Področja njenega raziskovalnega dela so: filozofija jezika, semiotika, sociolingvistika, kontaktno jezikoslovje, terminologija, antropološka lingvistika. Ukvarja se predvsem z manjšinskimi jeziki, večjezičnostjo in s pojavi italijansko-slovenskega jezikovnega stikanja.
Od leta 2008 do leta 2016 je bila znanstvena direktorica Slovenskega izobraževalnega konzorcija v Italiji in lektorica za slovenski jezik na Univerzi v Trstu.
Je tudi raziskovalka in stalna sodelavka Slovenskega raziskovalnega inštituta (SLORI) v Trstu. 